# Kurt Husmann
Kurt Husmann (* 28. Dezember 1927; † 8. Oktober 2017) war Vizepräsident des Oberlandesgerichts Oldenburg.

## Leben
Kurt Husmann trat im Dezember 1956 in den niedersächsischen Justizdienst ein und war bei verschiedenen Gerichten und Staatsanwaltschaften im Gerichtsbezirk des Oberlandesgerichts Oldenburg tätig. Er war über viele Jahre Vorsitzender Richter eines Zivilsenats des Oberlandesgerichts Oldenburg. Von Oktober 1977 bis zu seiner Pensionierung im Dezember 1992 war er auch Vizepräsident dieses Oberlandesgerichts.
Er war Gründungsmitglied des Vereins Deutscher Familiengerichtstag und von 1977 bis 1985 dessen 1. Vorsitzender.
Er war seit 1949 Mitglied der katholischen Studentenverbindung KDStV Frederica Bamberg.